# Membrana pre-sinaptica
La membrana pre-sinaptica o bottone pre-sinaptico è la parte terminale nel neurite, posizionata in maniera immediatamente precedente rispetto alla sinapsi, ossia alla struttura che rappresenta la via di comunicazione fra due cellule nervose contigue.

## Struttura e funzione
La membrana pre-sinaptica rappresenta il punto di partenza del segnale che viene trasmesso al neurone successivo e che verrà captato dalla membrana post-sinaptica. Nelle cosiddette sinapsi elettriche, il segnale di natura elettrica verrà appunto trasmesso in maniera diretta dalla membrana pre-sinaptica alla membrana post-sinaptica. Nelle sinapsi chimiche, invece, la trasmissione di tale segnale elettrico richiede la partecipazione di un intermediario di natura chimica, che verrà quindi rilasciato da vescicole posizionate a livello della membrana pre-sinaptica e captato da recettori posti sulla membrana post-sinaptica del neurone successivo.